# Scott Krause
Scott H. Krause (* 1983) ist ein US-amerikanischer Historiker. Er studierte Geschichte an der Georg-August-Universität in Göttingen (BA) und der Albert-Ludwigs-Universität in Freiburg (MA). Er hält einen Ph.D. in Geschichte der University of North Carolina at Chapel Hill und war Visiting Fellow am Zentrum für Zeithistorische Forschung. Seit Mai 2022 ist Krause Leiter des Willy-Brandt-Forum Unkel am Rhein.

## Forschung
Krause forscht über die deutsche Sozialdemokratie der Nachkriegszeit und das Leben Willy Brandts. 2015 untersuchte er gemeinsam mit Daniel Stinsky eine Korrespondenz Brandts mit Gunnar Myrdal im Jahr 1947. Weiterhin untersuchte er den Machtkampf zwischen einer Gruppe von Remigranten um Brandt und Ernst Reuter und dem Parteiflügel um Franz Neumann, bei dem ein deutsch-amerikanisches Netzwerk um Shepard Stone die Remigranten unterstützte. Seine Dissertation „Outpost of Freedom“ thematisiert die Unterstützung Brandts und seines SPD-Parteiflügels, der eine Orientierung auf Amerika und eine Westintegration der Bundesrepublik befürwortete, durch die USA. Eine in Berlin erscheinende Zeitung, das „Berliner Stadtblatt“, deren Chefredakteur Brandt war, erhielt als überhöhtes Honorar für zwei Beilagen die damals sehr hohe Summe von 200.000 D–Mark. In den Beilagen warben Brandt, Ernst Reuter und andere für den Marshallplan. Die Unterstützung sei ein gemeinsames politisches Projekt im Kontext des Kalten Krieges und der Demokratisierung Deutschlands gewesen, die Initiative hierzu sei von Berlin ausgegangen. Hans E. Hirschfeld, der zur Gruppe um Brandt und Ernst Reuter gehörte, sei selbst auf die US-Behörden zugegangen und habe um Unterstützung gebeten. Einen wissenschaftlichen Artikel zu seiner Forschung zu diesem Thema hat Krause bereits 2015 in der Fachpublikation Central European History veröffentlicht.

## Auszeichnungen
2017 erhielt Krause für seine Dissertation den Willy-Brandt-Preis für Zeitgeschichte. In der Laudatio betonte Jürgen Kocka, Krause zeige, „dass der amerikanische Einfluss auf die ideologisch-politischen Weichenstellungen im westlichen Teil Deutschlands ungemein wichtig war, bis hinein in die Willensbildung und Machtkämpfe in der politischen Linken, besonders in der SPD“. Krause arbeite auch „die starke und produktive Rolle von Emigranten und Remigranten“ heraus und „Berlin wird als Schauplatz deutscher und europäischer Geschichte ins Licht gerückt“.

## Veröffentlichungen
- Scott H. Krause (2015): Neue Westpolitik: The Clandestine Campaign to Westernize the SPD in Cold War Berlin, 1948–1958. Central European History, 48(1), 79–99. doi:10.1017/S0008938915000047.
- Scott H. Krause: Outpost of Freedom: A German-American Network’s Campaign to bring Cold War Democracy to West Berlin, 1933–72, Chapel Hill 2015, online, PDF.
- Bringing Cold War Democracy to West Berlin. A Shared German–American Project, 1940–1972, 1st Edition. Routledge 2018, ISBN 978-1-13829985-6.